# Mathias Kaltenegger
Mathias Kaltenegger (* 12. Februar 1845 in Oberandritz, heute Graz; † 20. Dezember 1916 in Baden) war Mühlen- und Gutsbesitzer und Abgeordneter zum Österreichischen Abgeordnetenhaus.

## Leben
Mathias Kaltenegger war Sohn des Müllers Franz Kaltenegger († 1866). Nach dem Besuch der Volksschule wurde er Mühlen- und Gutsbesitzer (vulgo Strasser) in Oberandritz, den er im Jahr 1900 verkauft hat.
Mathias Kaltenegger war von 1884 bis 1902 Mitglied im steiermärkischen Landtag (VI., VII. und VIII. Wahlperiode).
Er war römisch-katholisch und ab 1864 verheiratet mit Angelika Hüttenbrenner († 1893), mit der er 2 Söhne hatte, wobei einer jung verstorben ist. Er war Schwiegersohn des Komponisten und Gutsbesitzers Anselm Hüttenbrenner (1794–1868).

## Politische Funktionen
Mathias Kaltenegger war von 1885 bis 1900 Abgeordneter des Abgeordnetenhauses im Reichsrat (VII., VIII. und IX. Legislaturperiode), Kronland Steiermark, Wählerklasse Landgemeinden 1: Graz, Voitsberg, Wildon.

## Klubmitgliedschaften
Mathias Kaltenegger gehörte ab 1885 dem Zentrum-Klub, ab 1891 dem Klub der Konservativen und ab 1897 dem Klub der Katholischen Volkspartei an.